# Lasiognathus amphirhamphus
Espèce
Lasiognathus amphirhamphus est une espèce de poissons de la famille des thaumatichthyidés. Elle est probablement l'espèce la plus grande de cette famille.

## Distribution

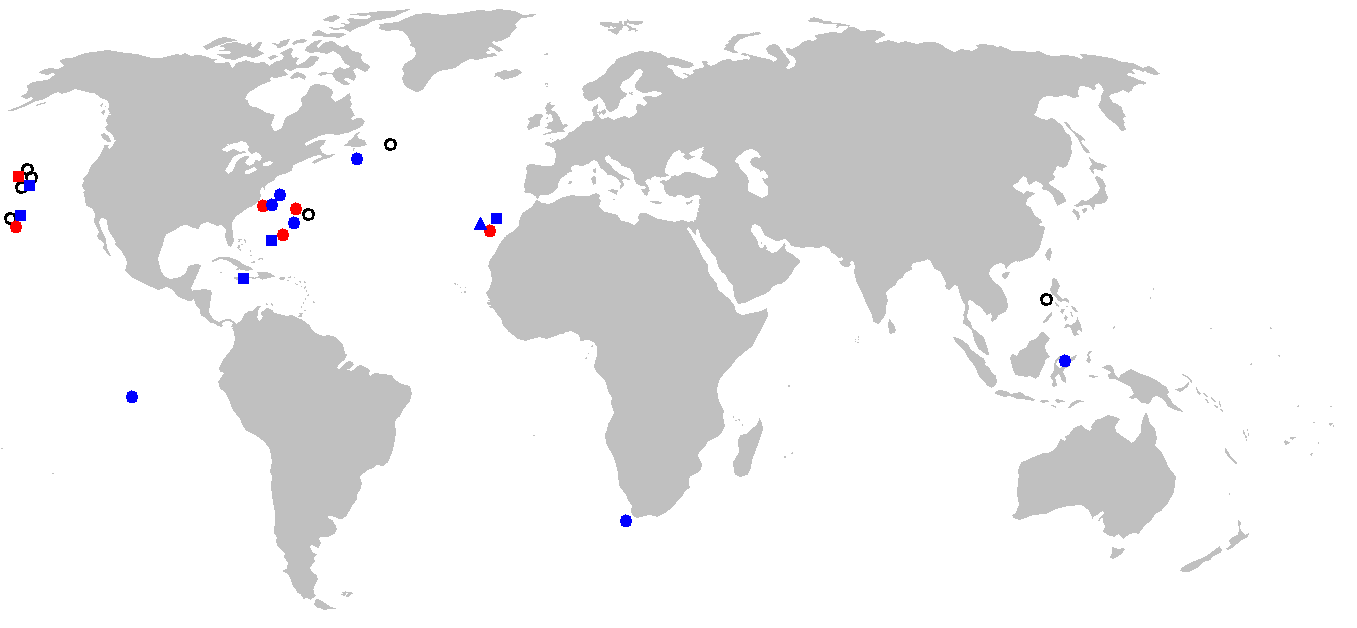
Lasiognathus amphirhamphus

Cette espèce se rencontre entre 1 200 et 1 305 m de profondeur dans la plaine abyssale de Madère.
Elle n'est connue que par un spécimen (aucune larve ni aucun mâle de cette espèce n'est connu).

## Description
Sa taille maximum est de 15,7 cm.

## Publication originale
- Pietsch, 2005 : New species of the ceratioid anglerfish genus Lasiognathus Regan (Lophiiformes: Thaumatichthyidae) from the eastern North Atlantic off Madeira. Copeia, vol. 2005, n. 1, p. 77-81.